# Whiteout: Odwilż
Whiteout: Odwilż (tytuł oryginalny: Whiteout: Melt) to amerykański czarno-biały komiks, którego autorami są Greg Rucka (scenariusz) i Steve Lieber (rysunki). Ukazał się nakładem Oni Press w 2000 roku; po polsku wydał ją Taurus Media w 2006 roku. Jest to kontynuacja komiksu Whiteout: Zamieć.
Odwilż opowiada historię szeryfa Carrie Stetko, prowadzącej na Antarktyce dochodzenie w sprawie wybuchu rosyjskiej stacji badawczej. Policjantka odkrywa nielegalny skład  głowic nuklearnych i dowody na to, że część z nich zniknęła. Stetko wyrusza w towarzystwie rosyjskiego agenta na poszukiwanie złodziei głowic.
Odwilż zdobyła Nagrodę Eisnera w 2000 roku w kategorii Najlepsza miniseria.